# Điện Mặt Trời Cư Jút
Điện Mặt Trời Cư Jút là nhà máy điện Mặt Trời xây dựng trên vùng đất thị trấn Ea T'ling, huyện Cư Jút, tỉnh Đắk Nông, Việt Nam.Điện Mặt Trời Cư Jút có công suất lắp máy 50 MWAC, điện lượng bình quân hàng năm là 94,71 triệu kWh, khởi công tháng 6 năm 2017, hoàn thành tháng 4 năm 2019. Lễ khánh thành tổ chức ngày 26 tháng 09 năm 2019.

## Công trình liên quan
Tại cùng huyện cách cỡ 4 km có điện Mặt Trời Trúc Sơn có công suất lắp máy 36.5 MW (44,4 MWp), khởi công tháng 2 năm 2018, hoàn thành tháng 6 năm 2019 12°34′30″B 107°51′38″Đ / 12,574962°B 107,860532°Đ.